# 7月26日 (旧暦)
旧暦7月26日は旧暦7月の26日である。六曜は友引である。

## できごと
- 慶長19年（グレゴリオ暦1614年8月31日） - 徳川家康が、豊臣秀頼が作った京都・方広寺の大仏の鐘にある「国家安康」の文字に対し言いがかりをつける[要出典]。大坂冬の陣のきっかけに
- 文政8年（グレゴリオ暦1825年9月8日） - 江戸中村座で鶴屋南北作の『東海道四谷怪談』が初演
- 万延元年（グレゴリオ暦1860年9月11日） - イギリス大使オールコックが外国人で初めて富士山に登山

## 忌日
- 天慶6年（ユリウス暦943年8月29日） - 元良親王、歌人（* 890年）
- 文明18年（ユリウス暦1486年8月25日） - 太田道灌、武将（* 1432年）
- 慶安4年（グレゴリオ暦1651年9月10日） - 由井正雪、軍学者・慶安の変首謀（* 1605年）
- 正徳3年（グレゴリオ暦1713年9月15日） - 徳川吉通、第4代尾張藩主（* 1689年）
- 明治5年（グレゴリオ暦1872年8月29日） - 浅野長訓、第11代広島藩主（* 1812年）